# Belp
Belp är en ort och kommun i distriktet Bern-Mittelland i kantonen Bern, Schweiz. Kommunen har 11 678 invånare (2023). Den 1 januari 2012 inkorporerades kommunen Belpberg in i Belp.
Inom kommunens gränser ligger Berns flygplats.